# 马库斯·斯蒂芬
馬庫斯·史蒂芬（1969年10月1日—），現任諾魯國會議長。曾任諾魯總統，於2007年12月上任，2011年11月卸任。除此之外，他還是瑙鲁民政事務部長、諾魯磷酸鹽專利信託基金長、警察、監獄及緊急服務部部長。他亦是頂級舉重手，在英联邦运动会中贏得7面金牌和5面銀牌。他亦兼任大洋洲舉重聯會主席和諾魯奧林匹克委員會主席。

## 體育生涯
史蒂芬原本是當地一支澳式足球球隊的隊員，但最终他選擇了舉重項目。為了能當史蒂芬這位當時諾魯唯一一位具备世界级舉重水准的運動員，能在國際比賽上競爭的機會，諾魯在1989年創辦了舉重聯會。
1992年他首次參加在巴塞隆拿舉行的奧運會，由於當時諾魯並沒有奧委會，因此他申請成為薩摩亞公民，代表薩摩亞比賽。諾魯奧委會於1993年創辦，使史蒂芬有机会代表諾魯參加1996年夏季奧林匹克運動會和2000年夏季奧林匹克運動會。
史蒂芬在大英國協運動會中取得不少獎牌。他在1990年的運動會中出乎意料地贏得了60公斤級抓举金牌，1994年贏得59公斤級3面金牌，1998年在62公斤級中再增添3面金牌。2002年是他最後一次參加，在62公斤級只贏得3面銀牌。在1999年的世界舉重錦標賽中，史蒂芬在62公斤挺舉中取得第二名。至2005年，他被國際舉重總會選入名人堂中。

## 政治生涯
史蒂芬在2003年大選中取得超過215分，瓦博埃区和埃瓦區中取得首位，獲選進入諾魯國會。在勒內·哈里斯管治時，史蒂芬在2003年8月8日至2004年6月22日期間擔任教育及財政局長，在2004年重新獲選進入國會。2005年6月15日諾魯加入國際捕鯨委員會後，史蒂芬被提名為諾魯代表，出席在蔚山舉行的會議。2007年的國會大選中史蒂芬雖然獲選入國會，但他在競選總統中被前任總統路德維格·斯考蒂擊敗。同年12月19日國會對斯考蒂投不信任票，史蒂芬當選為諾魯總統。